# Isidoro Martínez-Vela
Isidoro Martínez-Vela Ferry (* 17. Januar 1925 in Barcelona; † 18. Juli 2012 in Benidorm) war ein spanischer Schwimmer.

## Karriere
Martínez-Vela nahm an den Olympischen Spielen 1948 in London teil. Dort erreichte er über 400 m und 1500 m Freistil jeweils Rang vier im Vorlauf. Mit der Staffel über 4 × 200 m Freistil schied er als Fünfter im Vorlauf aus. Drei Jahre später war er Teilnehmer der Mittelmeerspiele. Im ägyptischen Alexandria gewann er gemeinsam mit der Staffel Silber über 4 × 200 m Freistil.